# Älgberget, Leksand

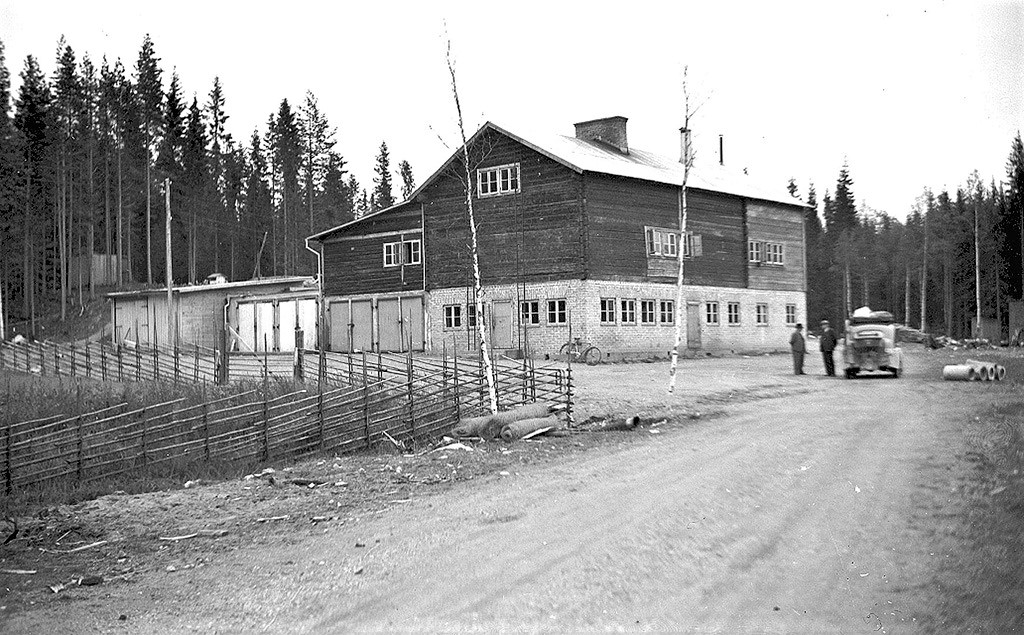
Byggnad i Älgberget, med personbil med gengasaggregat

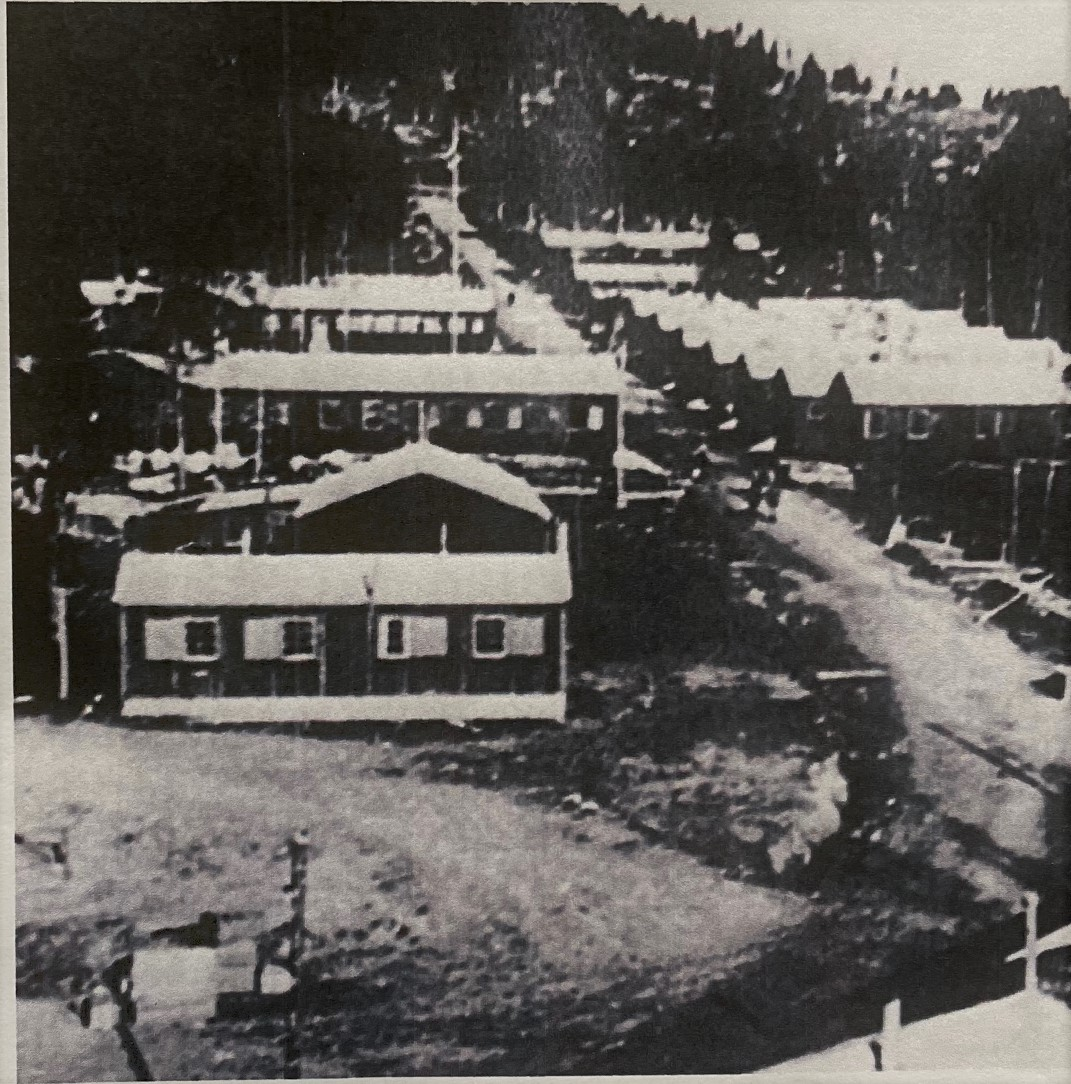
Baracker utmed vägen mot Älgbergets topp

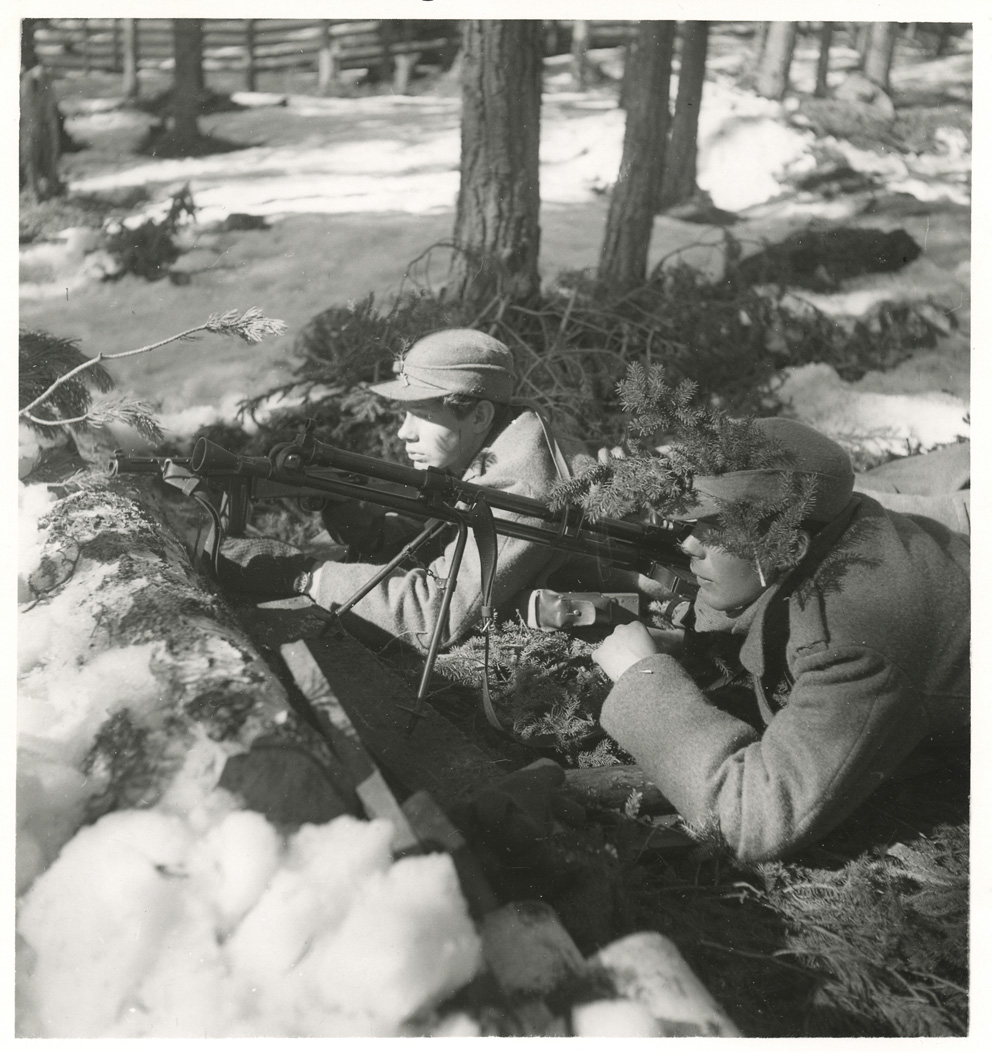
Polistrupp under utbildning, från Harry Södermans familjearkiv, som bevaras i Riksarkivet

Älgberget, eller Forleggning nr 4, var en anläggning i Leksands kommun, drygt tio kilometer norr om Dala-Floda, där norska polistrupper utbildades under andra världskriget. 
Platsen på sluttningen av Älgberget började bebyggas i början av andra världskriget av byggmästaren Bäck Daniel Danielsson (1883-1946) från Leksand, som hade köpt in skog runt fäboden där för att sälja ved till gengasaggregat på motorfordon. För avverkningen byggde han upp en förläggning för skogshuggare. Efter det att skogen avverkats, hyrde han i december 1943 ut förläggningen till Norges legation i Stockholm, som där inrättade ett av ett tjugotal läger för norska flyktingar som fanns i Sverige. Vid andra världskrigets slutskede omfattade anläggningen ett hundratal byggnader.
Officiellt var Älgberget ett flyktingläger, men där utbildades i själva verket norska så som det kallades polistrupper, närmast militära infanterisoldater. Där utbildades som mest ett tusental rekryter och där var också 200 anställda förlagda. I det närbelägna - under 1944 inrättade - lägret i Jobsgården i Skålhol i Skeberg utbildades norska kommandosoldater, vilka också utnyttjade övningsområdet vid Älgberget för sin träning. Under våren 1943 flyttades den reguljära bataljonen polistrupper till en förläggning vid Bäckehagen norr om Falun, varefter Älgberget under största sekretess övertogs av den norska elitstyrkan HS-bataljonen. Dessutom tränades specialister ur Milorg, som vid hemkomsten skulle säkra infrastruktur och förhindra den befarade brända jordens taktik söderut i Norge, vilken tyska trupper använt med förödande resultat i Finnmark.
Efter andra världskrigets slut hyrde  Bäck Daniel Danielsson ut anläggningen till Fångvårdsstyrelsen, som 1949 öppnade Älgberget som fångkoloni för personer som dömts för lindrigare brott och fick sona det med arbete i skogarna runt Älgberget. Fångvårdsanstalten var i drift där till omkring årsskiftet 1969-1970, varefter den omlokaliserades till Majorshagen i Leksands kommun, väster om Lycka. Därefter forslades delar av förläggningen bort, och resten lämnades att förfalla. Idag syns inga spår av den tidigare bebyggelsen.
År 2019 sattes en minnessten upp vid Älgberget.